# 英皇會同國會
國王會同國會或國王會同議會（英語：King-in-Parliament）是英聯邦王國憲法術語，指君主作爲國家最高權力機關行使立法權，女性君主在位時稱女王會同國會或女王會同議會（Queen-in-Parliament），也稱君主會同國會（Crown-in-Parliament，或「君臨國會」），在英國全稱為「奉天承運英（女）皇會同國會」（King/Queen in Parliament under God）。
此術語的直接含義是君主以並按照他（她）的國會或議會的建議及同意行使權力（如當地議會為兩院制，則包含上下兩院）。“國王會同議會”的實際操作方式基本是：議會通過法案後，法案呈至君主或（在君主任命總督、省/州督等代表行使權力的地方）總督、省/州督等代表，在君主或其代表給予御准後，法案成爲法律生效；此類一級立法稱爲“國會（議會）法令（Act of Parliament）”。法令也可以規定二級立法，可以由君主以行政命令方式頒佈，經由議會簡單同意或僅須議會不否決即可生效。
君主（Crown）作爲議會一部分的概念是西敏制下權力合併的產物，即政府行政權和立法權的合併。此概念是西敏制政治體制的重要概念，發源於英格蘭並在英聯邦及其他國家廣泛使用。與其不同的是“三權分立”制度。至於英聯邦王國中使用的包含“君主”、“國王”、“女王”的具體術語，則反應英聯邦王國傳統憲政理論中認爲君主是國家主權或最高權力所在，但此權力委予選舉產生或受任命的官員行使。在聯邦制的王國（例如加拿大和澳大利亞）中，其聯邦州或省自身作爲擁有主權的政體也有自己的“君主會同國會”概念，但不適用於其它（非主權政體的）行政區域（例如加、澳的領地、地區）——這些地方的議會權力來自聯邦議會賦予，而不是君主直接賦予的。類似的，英聯邦王國内的市議會和其他地方政府的權力也來自上級政府立法所賦予，因此也沒有“君主會同市議會”之類的概念。
由於君主是議會立法程序的必須部分，因此英聯邦王國（及其聯邦州、省等）的法令的頒佈條文（enacting clause）通常會提到君主以及議會的議院。例如，英國國會的法令開頭是：
|  | “現由卓越的國王陛下，參照在此屆國會與會的神職及俗職貴族以及平民的意見及同意，並以其權力，制定本法令…… （BE IT ENACTED by the King's most Excellent Majesty, by and with the advice and consent of the Lords Spiritual and Temporal, and Commons, in this present Parliament assembled, and by the authority of the same, as follows...）。 |

按照英國現代法律，某些法案可以由下議院跳過上議院直接立法，在這種立法中頒佈條文的措辭會有不同。
加拿大也使用類似的頒佈條文：
|  | 國王陛下，以並按照加拿大上議院及下議院的建議及同意，制定本法……（NOW, THEREFORE, His Majesty, by and with the advice and consent of the Senate and House of Commons of Canada, enacts as follows...）。 |

英屬香港立法局也曾有類似的頒佈條文，但是由於香港先後曾是英國殖民地及屬地，使用的頒佈條文是：
|  | 本條例乃由獲英皇陛下授權的香港總督參照立法局之意見及得該局同意而制訂 |

但是，由於在一些國家的憲法裏君主是議會的組成部分，因此只要提及議會即可，無需特別提到君主。例如澳洲聯邦國會的頒佈條文是：
|  | 現由澳洲國會制定本法（The Parliament of Australia enacts）。 |

而圖瓦盧使用的頒佈條文也是類似的：
|  | 經由圖瓦盧國會制定本法……（ENACTED by the Parliament of Tuvalu...） |

但兩種條文可能就議會還是國王是主要立法機構在概念上有區別。
一些本身不是主權政體的立法機構，如其立法按照法律必須獲得御准，也可以在頒佈條文中提及。例如現代的蘇格蘭議會的權力由英國國會賦予，但其立法必須獲得御准方可生效。因此蘇格蘭議會立法在全稱前標有這樣的文字：
|  | “此蘇格蘭議會法令之法案在（某日）獲議會通過並在（某日）獲得御准。（The Bill for this Act of the Scottish Parliament was passed by the Parliament on DATE and received Royal Assent on DATE）” |